# Équipe du Canada de soccer
Cet article traite de l'équipe masculine. Pour l'équipe féminine, voir Équipe du Canada féminine de soccer.
Maillots
L'équipe du Canada de football est la sélection de football représentant l'Association canadienne de soccer (ACS). Après une première participation à la Coupe du monde en 1986, l'équipe du Canada parvient à se qualifier pour l'édition 2022 au Qatar. En 2026, Le Canada va participer à sa 3ème édition de la Coupe du monde en étant Co-organisateur avec les États-Unis & le Mexique lors de la Coupe du monde 2026.

## Histoire

### Les débuts du Canada
Pour les Canadiens, le premier match officiel de l’équipe de football a lieu contre les États-Unis, le 28 novembre 1885, à Newark (États-Unis), et se solde par une victoire canadienne sur le score de 1 but à 0. Mais selon la FIFA, le premier match officiel fut joué le 7 juin 1924 contre l’Australie, à Brisbane (Australie), et se solda par une défaite canadienne sur le score de 3 buts à 2. 
Par ailleurs, l’équipe du Canada remporte la médaille d'or au tournoi de football aux Jeux olympiques d'été de 1904 à Saint-Louis (États-Unis), mais à cette époque le football n'était pas considéré comme une discipline officielle.
L'Association canadienne de football (en anglais Canadian Soccer Association) est fondée en 1912. Son nom original était le Dominion of Canada Football Association. Elle est affiliée à la FIFA depuis 1913 et est membre de la CONCACAF depuis la fondation de cet organisme en 1961.
Le Canada n’est pas inscrit pour les éditions de la Coupe du monde de 1930, 1934, 1938, 1950, 1954, 1962 et 1966. Pour la Coupe du monde 1958, il est battu au premier tour par le Mexique. Pour la Coupe du monde 1970, il perd au premier tour, derrière les États-Unis mais devant les Bermudes. Pour la Coupe du monde 1974, il est battu au premier tour par le Mexique. Pour la Coupe du monde 1978, il est battu au tour final par le Mexique, Haïti, le Salvador mais se classe devant le Suriname et le Guatemala. De même en 1982, il est éliminé au tour final en se classant 4e derrière le Honduras, le Salvador et le Mexique.
Le Canada a également participé au tournoi olympique en 1976 (en tant que pays hôte), battu au premier tour par l’URSS (1-2) et la Corée du Nord (1-3).

### Du Championnat CONCACAF de 1985 à la Gold Cup 2000

Ancien logo de Canada Soccer.

Après avoir battu le Guatemala, Haïti, le Honduras et le Costa Rica, le Canada est sacré champion de la CONCACAF 1985 et, comme les éliminatoires au Mondial y sont jumelées, participe à sa première phase finale de Coupe du monde de football, en 1986 au Mexique. Il tombe dans le groupe C, composé de la France, l’URSS et la Hongrie. Ils résistent bien lors du premier match contre la France mais s’inclinent 1-0 sur un but de Jean-Pierre Papin. Puis ils perdent contre la Hongrie (0-2) et contre l’URSS (0-2). L’équipe du Canada quitte la compétition avec aucun but marqué contre cinq buts encaissés.
Pour la Coupe du monde 1990, le Canada est battu au premier tour des éliminatoires par le Guatemala. À la Gold Cup 1991, le Canada est éliminé au premier tour, battu par le Honduras (2-4, doublé de Dale Mitchell) et par le Mexique (1-3, but de Jamie Lowery), mais bat la Jamaïque (3-2, buts de Dale Mitchell, de Colin Miller et de John Limniatis). À la Gold Cup 1993, malgré deux matchs nuls contre la Martinique (2-2, buts d’Alex Bunbury et de Geoff Aunger) et le Costa Rica (1-1, but de Nick Dasovic), le Canada enregistre sa plus large défaite au Stade Aztèque, le 18 juin 1993, contre le Mexique qui se solda par un terrible 8-0 en faveur des Mexicains.
Pour la Coupe du monde 1994, le Canada échoue de peu, car en terminant deuxième de la zone CONCACAF, il doit affronter en barrages l’Australie, mais il s'incline aux tirs au but (2-1 et 1-2 a.p, 4:1 tab) et ne participe donc pas au Mondial. À la Gold Cup 1996, le Canada perd au premier tour battu par le Brésil (1-4, but de Tomasz Radzinski) malgré une victoire sur le Honduras (3-1, doublé de Kevin Holness et but de Carlo Corazzin). Il déclara forfait à la Gold Cup 1998. Pour la Coupe du monde 1998, les Canadiens finissent bon derniers de la poule hexagonale du tour final derrière le Mexique, les États-Unis, la Jamaïque, le Costa Rica et le Salvador.
L’équipe du Canada a remporté son deuxième trophée lors de la Gold Cup 2000 en réalisant un parcours exceptionnel, avec notamment son gardien de but Craig Forrest en état de grâce qui arrêta plusieurs penalties. Au premier tour, après deux matchs nuls contre le Costa Rica (2-2, doublé de Carlo Corazzin) et contre la Corée du Sud (0-0), elle bat le Mexique (2-1 a.p, buts de Carlo Corazzin et de Richard Hastings) en quarts, puis en demies Trinité-et-Tobago (T&T) (1-0, but de Mark Watson). En finale, elle bat la Colombie (2-0, buts de Jason de Vos et de Carlo Corazzin). Ce dernier est le meilleur buteur de la compétition avec 4 buts.

### De la Coupe des confédérations 2001 à la Gold Cup 2013
L’équipe du Canada participa à la Coupe des confédérations 2001 en tant que vainqueur de la Gold Cup 2000, au Japon et en Corée du Sud. Elle tombe dans le groupe du Japon, du Brésil et du Cameroun. Après une défaite contre le Japon (0-3), elle arrive à tenir en échec le Brésil (0-0) et perd contre le Cameroun (0-2). Elle était invitée à la Copa América 2001, mais en raison du contexte terroriste, elle déclara forfait et fut remplacée au pied levé par le Costa Rica. À la Gold Cup 2002, le Canada bat Haïti (2-0, doublé de Kevin McKenna) mais perd contre l'Équateur (0-2) au premier tour, puis bat la Martinique (1-1 a.p, 6:5 tab; but de Kevin McKenna) mais perd en demies contre les États-Unis (0-0 a.p, 4:2 tab), puis bat la Corée du Sud (2-1, buts de Kim Do-heon (csc) et de Dwayne De Rosario).
Pour la Coupe du monde 2002, il est battu au second tour, par Trinité-et-Tobago et le Mexique, mais termine devant le Panama. À la Gold Cup 2003, il est éliminé au premier tour avec une victoire sur le Costa Rica (1-0, but de Paul Stalteri) et une défaite contre Cuba (0-2). À la Gold Cup 2005, il enregistre deux défaites contre les États-Unis (0-2) et le Costa Rica (0-1) mais bat 2-1 Cuba (buts d’Ali Gerba et d’Atiba Hutchinson). Pour la Coupe du monde 2006, il bat Belize mais perd au second tour contre le Costa Rica, le Honduras et le Guatemala.
À la Gold Cup 2007, l’équipe du Canada termine première du groupe avec deux victoires contre Haïti (2-0, doublé de Dwayne De Rosario) et le Costa Rica (2-1, doublé de Julián de Guzmán) mais perd contre la surprise du tournoi, la Guadeloupe (1-2, but d’Ali Gerba). Elle bat en quarts le Guatemala (3-0, doublé d’Ali Gerba et but de Dwayne De Rosario) mais perd en demies contre les États-Unis (1-2) malgré le but d’Iain Hume et un arbitrage très discutable. Richards Hastings (défenseur) et Julián de Guzmán (milieu) font partie de l’équipe-type du tournoi. L'équipe du Canada est classée au 60e rang de la FIFA en mai 2008.
Pour la Coupe du monde 2010, il s'impose au deuxième tour face à Saint-Vincent-et-les-Grenadines puis se qualifie pour le troisième tour. Mais il terminera dernier de son groupe composé du Honduras, du Mexique et de la Jamaïque, et est ainsi une nouvelle fois éliminé de la course à la Coupe du monde. À la Gold Cup 2009, le Canada a été éliminé par le Honduras en quarts de finale après avoir été invaincu durant la phase de groupe. Deux ans plus tard, à la Gold Cup 2011, les Canadiens seront éliminés dès la phase de poule avec pour bilan une défaite face aux États-Unis (0-2), une victoire face à la Guadeloupe (1-0) et un match nul face au Panama (1-1).
Malgré les déconvenues récentes, d'aucuns estiment que le Canada dispose de l'une des meilleures générations de ces dernières années pour se qualifier à la Coupe du monde 2014. Néanmoins lors du dernier match du 3e tour de qualification, les Canadiens sont étrillés par leur bête noire, le Honduras, (1-8) alors qu'un match nul suffisait pour se qualifier pour le 4e tour. Le sélectionneur trinidadien Stephen Hart démissionna à la suite de cette défaite.
Privilège des trois nations nord-américaines, le Canada est qualifié d'office pour la Gold Cup 2013 où il rencontre le Mexique, la Martinique et le Panama. L'équipe canadienne débute mal le tournoi continental en concédant une défaite surprise (0-1), à la dernière minute, face à la Martinique, en match d'ouverture. Lors de la deuxième journée, les Canadiens sont à nouveau battus par le Mexique (0-2) et compromettent sérieusement leurs chances de qualification. Sans surprise, le Canada est éliminé dès le premier tour après avoir néanmoins accroché le Panama (0-0).

### L'ère Floro (2013-2016)

#### Gold Cup 2015
Sélectionneur intérimaire durant la Gold Cup 2013, Colin Miller est remplacé par l'Espagnol Benito Floro, le 1er août 2013. Ancien entraîneur du Real Madrid dans les années 1990, l'avènement de Floro suscite un certain espoir mais les résultats ne sont pas au rendez-vous: en effet, deux ans après son arrivée, le Canada stagne toujours autour de la 110e place du classement de la FIFA. Lors de la Gold Cup 2015, l'équipe canadienne est éliminée dès le 1er tour en raison de son inefficacité à marquer des buts et à empiler des victoires (2 nuls et une défaite). Cependant l'année 2015 termine sur une bonne note puisque le Canada atteint la 88e place au classement de la FIFA, soit son meilleur rang depuis juillet 2013.

#### Éliminatoires de la Coupe du monde 2018
Les éliminatoires de la Coupe du monde 2018 commencent sous de bons auspices pour le Canada qui bat le Honduras 1-0 à Vancouver lors de la 1re journée du 4e tour préliminaire, suivi d'un bon match nul acquis au Stade Cuscatlán du Salvador (0-0). Cependant l'équipe se délite lors des journées suivantes en concédant trois défaites d'affilée contre le Mexique (0-3 à domicile et 2-0 à l'extérieur) puis contre le Honduras lors du match retour à San Pedro Sula (2-1), après avoir pourtant ouvert la marque par l'intermédiaire de Manjrekar James. La victoire acquise sur le Salvador (3-1) à l'occasion de la 6e et dernière journée ne change rien à l'affaire puisque les Canadiens sont éliminés en terminant à la troisième place du groupe à un point du Honduras, qualifié pour le tour suivant grâce au match nul 0-0 arraché au Mexique (leader du groupe) dans l'enceinte du Stade Aztèque. Cet échec précipite le départ de Benito Floro dont le contrat n'est pas renouvelé par l'ACS.

### L'ère Zambrano et la Gold Cup 2017 (2017-2018)
Désigné en mars 2017 nouveau sélectionneur du Canada, l'Équatorien Octavio Zambrano est à la tête de l'équipe à l'occasion de la Gold Cup 2017. Il ne rate pas ses débuts en compétition officielle car ses hommes ouvrent le tournoi continental en battant par quatre buts à deux la débutante Guyane – doublé du jeune attaquant Alphonso Davies, âgé seulement de 16 ans – puis en tenant en échec le Costa Rica, un but partout, avec un nouveau but de Davies à la clé. Les Canadiens assurent leur présence en quarts-de-finale, instance qu'ils n'avaient plus retrouvée depuis 2009, en terminant à la 2e place du groupe après un match nul et vierge acquis face au Honduras. Opposés à la Jamaïque, les Canucks s'inclinent par deux buts à un. Malgré cette élimination, le tournoi aura permis à sept joueurs de faire leurs débuts en compétition officielle : Fraser Aird, Maxime Crépeau, Alphonso Davies (3 buts marqués), Anthony Jackson-Hamel, Mark-Anthony Kaye, Michael Petrasso et Steven Vitoria.

### L'ère Herdman (2018-2023)

#### Une nouvelle génération dorée
Le 8 janvier 2018, l'Anglais John Herdman, sélectionneur de l'équipe féminine, est promu à la tête de l'équipe A. Il succède à Octavio Zambrano, victime des résultats décevants de l'équipe masculine. Un nouvel  engouement s'est créé pour cette équipe à la suite d'une victoire du Canada de 2 à 0 contre les États-Unis lors de la phase de poule de la ligue des nations de la concacaf. Le Canada n'aivait pas battu ses voisins du sud depuis le 2 avril 1985. À l'occasion de la 1re journée des qualifications à la Gold Cup 2019, le 9 septembre 2018, le Canada s'impose 8-0 sur les îles Vierges des États-Unis, ce qui constitue son record de la victoire la plus large en match international, record battu le 29 mars 2021 lorsque les Canadiens l'emportent par onze buts à zéro face aux Îles Caïmans au premier tour des éliminatoires de la Coupe du monde 2022.

#### Qualification à la Coupe du monde 2022
Lors du tour final des éliminatoires à la Coupe du monde 2022, le Canada commence son parcours en stagnant souvent à la troisième place, et en atteignant une fois la deuxième place, lors de la troisième journée. Lors de la huitième journée, en novembre 2021, après une victoire de 2-1 face au Mexique, le Canada prend la première place, et maintient ensuite cette position. Durant ce parcours, le Canada n'aura perdu que deux rencontres, soit contre le Panama et le Costa Rica.
Cette première place permet au Canada, après une victoire de 4-0 face à la Jamaïque le 27 mars 2022, de se qualifier à la Coupe du monde 2022, mettant ainsi fin à une période de trente-six ans d’absence de la compétition, la seule participation canadienne datant de 1986.
Tombés dans le groupe du Maroc, de la Belgique et de la Croatie, les Canadiens quittent la compétition avec 3 défaites et seulement 2 buts marqués.

### La Coupe du monde en Amérique du Nord (2024-2026)
À 2 ans et demi de la Coupe du monde 2026 dont certains matchs auront lieu dans le pays à la feuille d'érable, le Canada se qualifie pour la première fois de l'histoire à la Copa América, en battant Trinité et Tobago en barrages. Ils affrontent l'Argentine, le Pérou et le Chili en phase de groupe, et réalisent une très bonne performance, terminant 2e du groupe, puis battant le Venezuela en quart de finale avant de tomber contre l'Argentine en demi-finale.

## Résultats de l'équipe du Canada

### Palmarès
Le tableau suivant liste le palmarès de l’équipe du Canada de soccer actualisé au 19 décembre 2019 dans les différentes compétitions internationales officielles.
| Compétitions internationales               | Compétitions continentales | Trophées divers                                                                        |
| ------------------------------------------ | --- | -------------------------------------------------------------------------------------- |
| - Jeux olympiques (1) - Vainqueur en 1904. | - Gold Cup (2) - Vainqueur en 1985 et 2000. - Troisième en 2002. - Demi-finaliste en 2007 et 2021. - Copa América - Quatrième en 2024. | - Championnat nord-américain des nations (1) - Vainqueur en 1990. - Troisième en 1991. |

### Parcours dans les compétitions internationales

#### Coupe du monde
L'équipe canadienne participe à trois reprises à la Coupe du monde. 
| Année | Position    |      | Année             | Position |                   | Année | Position |
| 1930  | Non inscrit | 1970 | Tour préliminaire | 2002     | Tour préliminaire |       |          |
| 1934  | Non inscrit | 1974 | Tour préliminaire | 2006     | Tour préliminaire |       |          |
| 1938  | Non inscrit | 1978 | Tour préliminaire | 2010     | Tour préliminaire |       |          |
| 1950  | Non inscrit | 1982 | Tour préliminaire | 2014     | Tour préliminaire |       |          |
| 1954  | Non inscrit | 1986 | Premier tour      | 2018     | Tour préliminaire |       |          |
| 1958  | Non inscrit | 1990 | Non qualifiée     | 2022     | Premier tour      |       |          |
| 1962  | Non inscrit | 1994 | Non qualifiée     | 2026     | Qualifié d'office |       |          |
| 1966  | Non inscrit | 1998 | Non qualifiée     | 2030     | À venir           |       |          |

#### Gold Cup
L'équipe canadienne compte dix-sept participations en Coupe des nations de la CONCACAF / Gold Cup. Elle étrenne son palmarès dans cette compétition en 1985 puis l'emporte une deuxième fois en 2000.
| Année | Position          |      | Année            | Position |                  | Année | Position |
| 1963  | Non inscrit       | 1991 | Premier tour     | 2011     | Premier tour     |       |          |
| 1965  | Non inscrit       | 1993 | Premier tour     | 2013     | Premier tour     |       |          |
| 1967  | Non inscrit       | 1996 | Premier tour     | 2015     | Premier tour     |       |          |
| 1969  | Non inscrit       | 1998 | Forfait          | 2017     | Quarts de finale |       |          |
| 1971  | Non inscrit       | 2000 | Vainqueur        | 2019     | Quarts de finale |       |          |
| 1973  | Tour préliminaire | 2002 | Troisième        | 2021     | Demi-finale      |       |          |
| 1977  | Quatrième         | 2003 | Premier tour     | 2023     | Quarts de finale |       |          |
| 1981  | Quatrième         | 2005 | Premier tour     | 2025     | Quarts de finale |       |          |
| 1985  | Vainqueur         | 2007 | Demi-finale      |          |                  |       |          |
| 1989  | Tour préliminaire | 2009 | Quarts de finale |          |                  |       |          |

#### Ligue des nations
| Édition   | Ligue | Phase de groupes  | Phase de groupes  | Phase de groupes  | Phase de groupes  | Phase de groupes  | Phase de groupes  | Phase de groupes  | Phase finale | Phase finale | Phase finale | Phase finale | Phase finale | Phase finale | Phase finale | Phase finale |
| Édition   | Ligue | Class.            | M                 | V                 | N                 | D                 | BM                | BE                | Pays hôte    | Résultat     | M            | V            | N            | D            | BM           | BE           |
| --------- | ----- | ----------------- | ----------------- | ----------------- | ----------------- | ----------------- | ----------------- | ----------------- | ------------ | ------------ | ------------ | ------------ | ------------ | ------------ | ------------ | ------------ |
| 2019-2020 | A     | 2/3               | 4                 | 3                 | 0                 | 1                 | 10                | 4                 | 2020         | Non qualifié | Non qualifié | Non qualifié | Non qualifié | Non qualifié | Non qualifié | Non qualifié |
| 2022-2023 | A     | 1/3               | 4                 | 3                 | 0                 | 1                 | 11                | 3                 | 2023         | Finaliste    | 2            | 1            | 0            | 1            | 2            | 2            |
| 2023-2024 | A     | Qualifié d'office | Qualifié d'office | Qualifié d'office | Qualifié d'office | Qualifié d'office | Qualifié d'office | Qualifié d'office | 2024         | Quarts       | 2            | 1            | 0            | 1            | 4            | 4            |
| 2024-2025 | A     | Qualifié d'office | Qualifié d'office | Qualifié d'office | Qualifié d'office | Qualifié d'office | Qualifié d'office | Qualifié d'office | 2025         | Troisième    | 4            | 3            | 0            | 1            | 6            | 2            |
| 2026-2027 | A     |                   |                   |                   |                   |                   |                   |                   | 2027         |              |              |              |              |              |              |              |
| Total     | Total | Total             | 8                 | 6                 | 0                 | 2                 | 21                | 7                 | Total        | Total        | 8            | 5            | 0            | 2            | 12           | 8            |

#### Coupe des confédérations
L'équipe canadienne participe une seule fois à la Coupe des confédérations à la suite de leur victoire en Gold Cup en 2000. 
| Année | Position      |      | Année         | Position |
| 1992  | Non qualifiée | 2003 | Non qualifiée |          |
| 1995  | Non qualifiée | 2005 | Non qualifiée |          |
| 1997  | Non qualifiée | 2009 | Non qualifiée |          |
| 1999  | Non qualifiée | 2013 | Non qualifiée |          |
| 2001  | Premier tour  | 2017 | Non qualifiée |          |

#### Copa América
- 1916 - 2021 : Non invité
- 2024 : Quatrième

## Composition de l'équipe du Canada

### Sélectionneurs
| Rang | Nom              | Période   |
| ---- | ---------------- | --------- |
| 1    | Don Petrie       | 1957      |
| 2    | Peter Dinsdale   | 1968-1970 |
| 3    | Frank Pike       | 1970-1973 |
| 4    | Eckhard Krautzun | 1973-1977 |
| 5    | Barrie Clarke    | 1979-1981 |
| 6    | Tony Waiters     | 1981-1986 |
| 7    | Bob Bearpark     | 1986-1987 |
| 8    | Tony Taylor      | 1988-1989 |
| 9    | Bob Lenarduzzi   | 1989-1990 |

| Rang | Nom                     | Période   |
| ---- | ----------------------- | --------- |
| 10   | Tony Waiters            | 1990-1991 |
| 11   | Bob Lenarduzzi          | 1992-1997 |
| 12   | Bruce Twamley (intérim) | 1998      |
| 13   | Holger Osieck           | 1999-2003 |
| 14   | Colin Miller (intérim)  | 2003      |
| 15   | Frank Yallop            | 2004-2006 |
| 16   | Stephen Hart (intérim)  | 2006-2007 |
| 17   | Dale Mitchell           | 2007-2009 |
| 18   | Stephen Hart            | 2009-2012 |

| Rang | Nom                       | Période     |
| ---- | ------------------------- | ----------- |
| 19   | Colin Miller (intérim)    | 2013        |
| 20   | António Fonseca (intérim) | 2013        |
| 21   | Colin Miller (intérim)    | 2013        |
| 22   | Benito Floro              | 2013-2016   |
| 23   | Michael Findlay (intérim) | 2016-2017   |
| 24   | Octavio Zambrano          | 2017-2018   |
| 25   | John Herdman              | 2018-2023   |
| 26   | Mauro Biello (intérim)    | 2023-2024   |
| 27   | Jesse Marsch              | depuis 2024 |

### Joueurs

#### Joueurs emblématiques
- Fernando Aguiar
- Ian Bridge
- Alex Bunbury
- John Catliff
- Carlo Corazzin
- Jason de Vos
- Dwayne De Rosario
- Craig Forrest
- Ali Gerba
- Sandro Grande
- Lyndon Hooper
- Will Johnson
- Tino Lettieri
- Dale Mitchell
- Pat Onstad
- Randy Samuel
- Branko Segota
- Paul Stalteri
- Mark Watson
- Bruce Wilson
- Tomasz Radzinski

#### Appelés récemment
Les joueurs suivants ne font pas partie du dernier groupe appelé mais ont été retenus en équipe nationale lors des 12 derniers mois.
Les joueurs qui comportent le signe , sont blessés au moment de la dernière convocation.
| Pos. | Nom                     | Date de Naissance | Sél. | Buts | Club                    | Dernier appel                 |
| ---- | ----------------------- | ----------------- | ---- | ---- | ----------------------- | ----------------------------- |
| D    | Lukas MacNaughton       | 8 mars 1995       | 1    | 0    | Toronto FC              | vs Japon, 17 novembre 2022    |
| G    | Thomas Hasal (en)       | 9 juillet 1999    | 0    | 0    | Whitecaps de Vancouver  | vs Bahreïn, 11 novembre 2022  |
| G    | Maxime Crépeau          | 11 avril 1994     | 15   | 0    | Portland Timbers        | vs Bahreïn, 11 novembre 2022  |
| D    | Doneil Henry            | 11 avril 1994     | 44   | 1    | Toronto FC              | vs Bahreïn, 11 novembre 2022  |
| D    | Zachary Brault-Guillard | 30 décembre 1998  | 7    | 1    | FC Lugano               | vs Bahreïn, 11 novembre 2022  |
| D    | Raheem Edwards          | 17 juillet 1995   | 5    | 0    | CF Montréal             | vs Bahreïn, 11 novembre 2022  |
| M    | Mathieu Choinière       | 7 février 1997    | 0    | 0    | Grasshopper Club Zurich | vs Bahreïn, 11 novembre 2022  |
| A    | Jayden Nelson           | 26 septembre 2002 | 4    | 1    | Toronto FC              | vs Bahreïn, 11 novembre 2022  |
| A    | Jacob Shaffelburg       | 26 novembre 1999  | 4    | 0    | Nashville SC            | vs Bahreïn, 11 novembre 2022  |
| A    | Ayo Akinola             | 20 janvier 2000   | 3    | 0    | Toronto FC              | vs Bahreïn, 11 novembre 2022  |
| D    | Scott Kennedy           | 31 mars 1997      | 8    | 0    | Jahn Regensburg         | vs Uruguay, 27 septembre 2022 |
| A    | Theo Corbeanu           | 17 mai 2002       | 7    | 2    | Blackpool FC            | vs Uruguay, 27 septembre 2022 |
| A    | Charles-Andreas Brym    | 8 août 1998       | 7    | 1    | FC Eindhoven            | vs Uruguay, 27 septembre 2022 |
| A    | Luca Koleosho           | 15 septembre 2004 | 0    | 0    | RCD Espanyol            | vs Uruguay, 27 septembre 2022 |
| D    | Cristián Gutiérrez (en) | 18 février 1997   | 0    | 0    | Whitecaps de Vancouver  | vs Panama, 30 mars 2022       |
| G    | Jayson Leutwiler        | 25 avril 1989     | 3    | 0    | Oldham Athletic         | vs Salvador, 2 février 2022   |

1. ↑  Au moment de leur dernière convocation.

## Records
| Rang | Sélections | Joueur            | Carrière  | Buts |
| ---- | ---------- | ----------------- | --------- | ---- |
| 1    | 104        | Atiba Hutchinson  | 2003-2023 | 9    |
| 2    | 89         | Julián de Guzmán  | 2002-2016 | 4    |
| 3    | 84         | Paul Stalteri     | 1997-2010 | 7    |
| 4    | 82         | Randy Samuel      | 1983-1997 | 0    |
| 5    | 81         | Dwayne De Rosario | 1998-2015 | 22   |
| 6    | 81         | Jonathan Osorio   | 2013-     | 9    |
| 7    | 80         | Milan Borjan      | 2011-     | 0    |
| 8    | 78         | Mark Watson       | 1991-2004 | 3    |
| 9    | 68         | Lyndon Hooper     | 1986-1997 | 3    |
| 10   | 68         | Samuel Piette     | 2012-     | 0    |

| Rang | Buts | Joueur            | Carrière  | Sélections |
| ---- | ---- | ----------------- | --------- | ---------- |
| 1    | 34   | Jonathan David    | 2018-     | 59         |
| 2    | 30   | Cyle Larin        | 2014-     | 77         |
| 3    | 22   | Dwayne De Rosario | 1998-2015 | 81         |
| 4    | 20   | Lucas Cavallini   | 2012-     | 40         |
| 5    | 19   | Dale Mitchell     | 1980-1993 | 55         |
| 6    | 18   | John Catliff      | 1984-1994 | 45         |
| 7    | 17   | Tosaint Ricketts  | 2011-2020 | 61         |
| 8    | 16   | Junior Hoilett    | 2015-     | 62         |
| 9    | 16   | Alex Bunbury      | 1986-1997 | 66         |
| 10   | 15   | Ali Gerba         | 2005-2011 | 31         |

## Infrastructures
Ils ont évolué au King George V Park (en) de Saint-Jean de Terre-Neuve, enceinte inaugurée en 1925. C'est dans ce stade qu'ils se qualifient pour la Coupe du monde de 1986 en battant le Honduras. Depuis 2007, la sélection dispute la plupart de leurs rencontres au BMO Field, situé à Toronto d'une capacité de 30 991 places. Ils évoluent aussi au BC Place de Vancouver, d'une capacité de 54 500 places. Entre 2008 et 2010, la sélection disputait des rencontres au stade Saputo de Montréal d'une capacité de 19 619 places.

Les principaux stades utilisés par la sélection canadienne
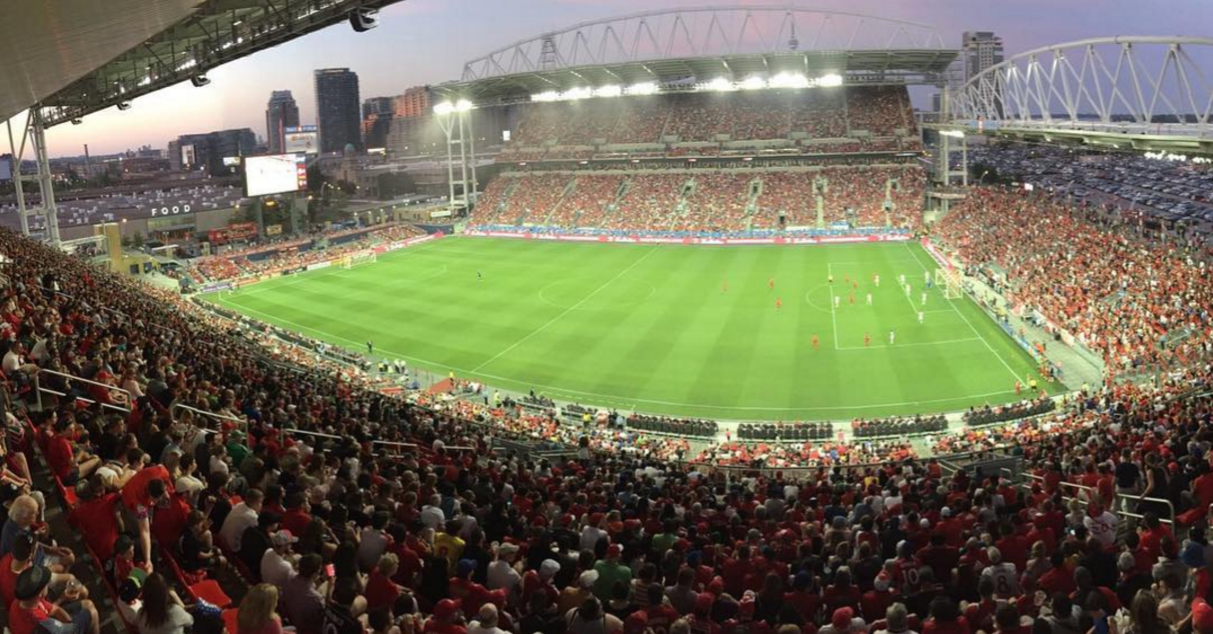
Le BMO Field de Toronto.
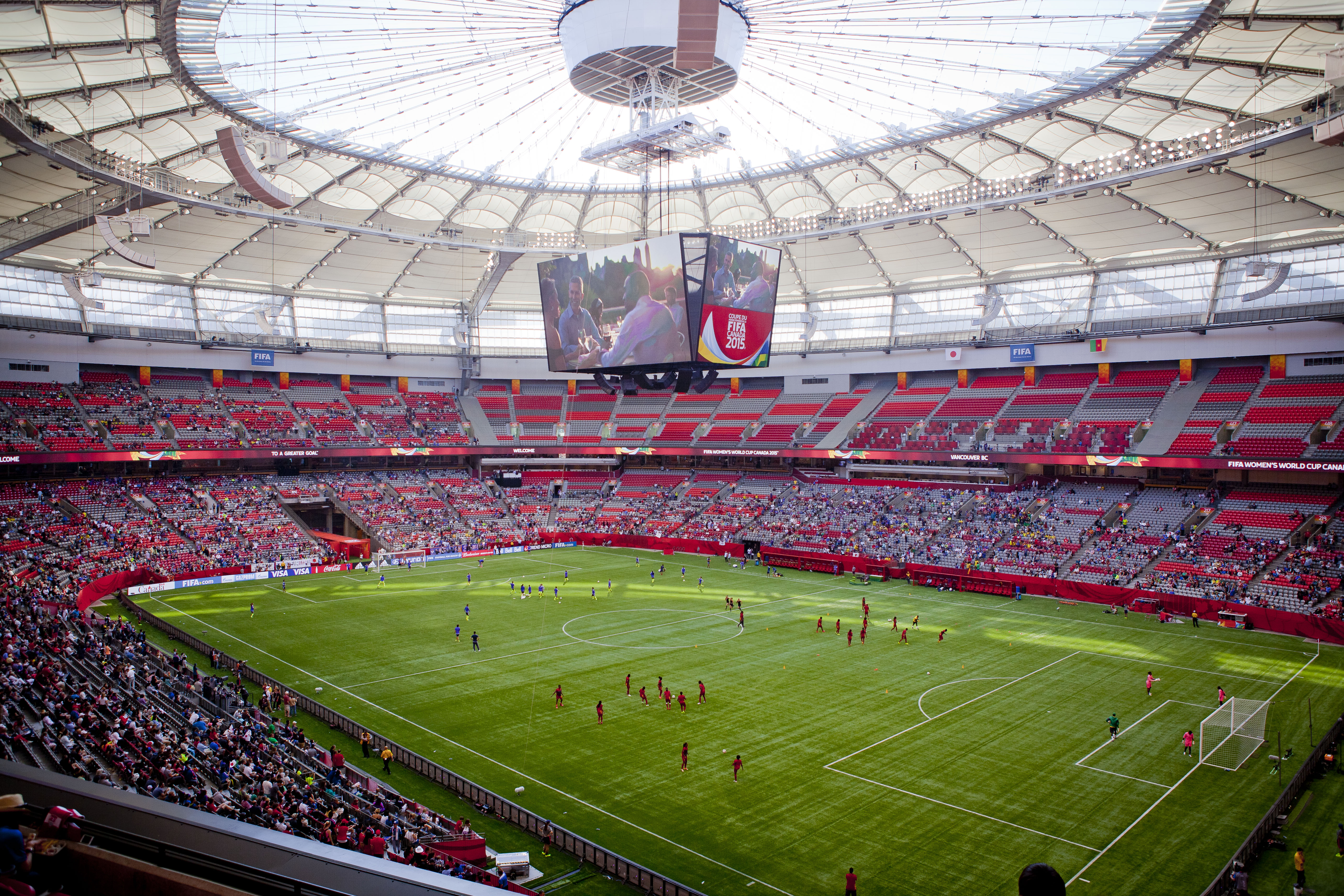
Le BC Place de Vancouver.
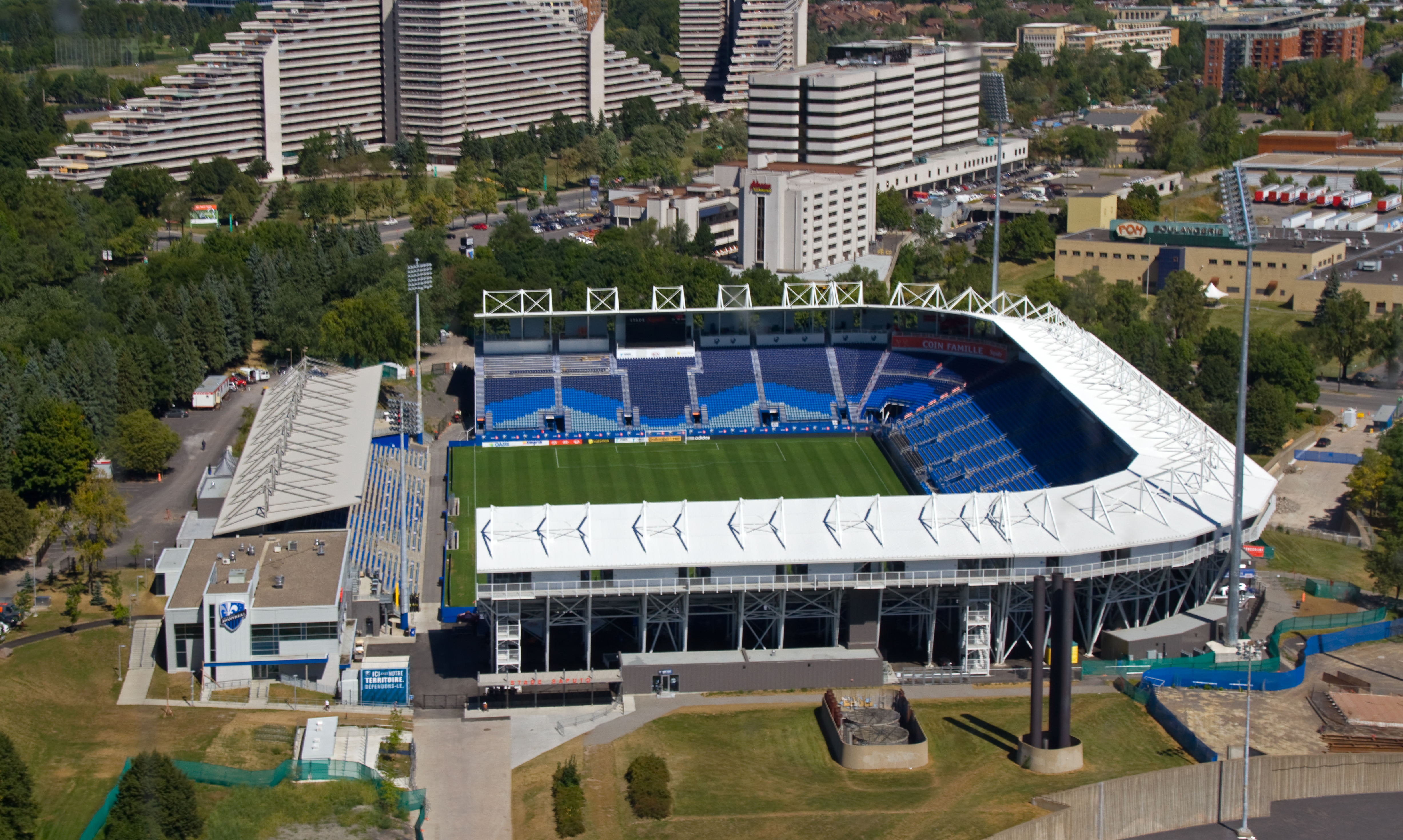
Le stade Saputo de Montréal.
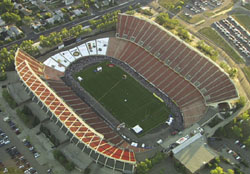
Le Commonwealth Stadium d'Edmonton.

## Statistiques

### Classements FIFA
| Année                    | 1993 | 1994 | 1995 | 1996 | 1997 | 1998 | 1999 | 2000 | 2001 | 2002 | 2003 | 2004 | 2005 | 2006 | 2007 | 2008 | 2009 | 2010 | 2011 | 2012 | 2013 | 2014 | 2015 | 2016 | 2017 | 2018 | 2019 |
| ------------------------ | ---- | ---- | ---- | ---- | ---- | ---- | ---- | ---- | ---- | ---- | ---- | ---- | ---- | ---- | ---- | ---- | ---- | ---- | ---- | ---- | ---- | ---- | ---- | ---- | ---- | ---- | ---- |
| Classement mondial       | 44   | 63   | 65   | 40   | 66   | 101  | 81   | 63   | 92   | 70   | 87   | 90   | 84   | 82   | 55   | 90   | 56   | 84   | 72   | 64   | 112  | 112  | 88   | 117  | 94   | 78   | 73   |
| Classement zone CONCACAF | 5    | 4    | 6    | 4    | 7    | 9    | 9    | 8    | 11   | 7    | 9    | 9    | 10   | 8    | 4    | 9    | 5    | 8    | 8    | 7    | 11   | 13   | 9    | 13   | 10   | 8    | 7    |

| Légende du classement mondial : Légende du classement nord-américain : | - de 1 à 49 - 1 | - de 50 à 99 - de 2 à 5 | - de 100 à 209 - de 6 à 35 |